# Бар Риџ (Илиноис)
Бар Риџ (енгл. Burr Ridge) град је у америчкој савезној држави Илиноис.

## Демографија
По попису из 2010. године број становника је 10.559, што је 151 (1,5%) становника више него 2000. године.
| Група             | 2000.         | 2010.         |
| Белци             | 8.698 (83,6%) | 8.167 (77,3%) |
| Афроамериканци    | 102 (1,0%)    | 209 (2,0%)    |
| Азијати           | 1.138 (10,9%) | 1.568 (14,8%) |
| Хиспаноамериканци | 304 (2,9%)    | 430 (4,1%)    |
| Укупно            | 10.408        | 10.559        |